# Venusia perlineata
Venusia perlineata là một loài bướm đêm trong họ Geometridae.